# Shin Moomin
Shin Moomin (新 ムーミン?, Shin Mūmin, lett. "Nuovo Moomin") è un anime prodotto dalla Zuiyō Enterprise e realizzato dalla Mushi Production nel 1972 in 52 episodi e ispirato ai racconti che Tove Jansson ha scritto sui Mumin a partire dal 1945. La serie, remake dell'anime Moomin del 1969, è stata trasmessa per la prima volta dalla Fuji Television a partire dal 1º gennaio 1972 ed è tuttora inedita in Italia. Nonostante il World Masterpiece Theater (Sekai Meisaku Gekijo) della Nippon Animation non fosse ancora ufficialmente iniziato, l'anime è da considerarsi un precursore di tale progetto.

## Trama
La serie segue le vicende di Moomin Troll e dei suoi amici nella fittizia Moomin Valley in Finlandia.

## Produzione
Sebbene l'anime venga spesso indicato come il seguito della serie del 1969, si tratta in realtà di un remake, tratto con maggiore fedeltà dai racconti originali. La Jansson, infatti, rimasta delusa dal precedente adattamento, autorizzò la produzione della serie a patto che essa non venisse mai distribuita al di fuori del Giappone. Il remake venne inizialmente trasmesso con il titolo Moomin, e successivamente reintitolato Shin Moomin per distinguerlo dall'anime del 1969.

## Episodi
| Nº | Titolo italiano Giapponese 「Kanji」 - Rōmaji                                                | In onda           | In onda |
| Nº | Titolo italiano Giapponese 「Kanji」 - Rōmaji                                                | Giapponese        |         |
| 1  | Dream, Dream, and Dream 「ゆめ・ゆめ・ゆめ」 - yume. yume. yume                              | 9 gennaio 1972    |         |
| 2  | Fire Festival to usher in summer 「春を呼ぶ火祭り」 - haru wo yobu himatsuri ri              | 16 gennaio 1972   |         |
| 3  | Hello, Precocious Girl 「今日は、おしゃまさん」 - konnichiha, oshamasan                      | 23 gennaio 1972   |         |
| 4  | Snufkin's back 「スナフキンが帰って来た」 - sunafukin ga kaette kita                         | 30 gennaio 1972   |         |
| 5  | Who's Afraid of Wolf? 「狼なんかこわくない」 - ookami nankakowakunai                         | 6 febbraio 1972   |         |
| 6  | Down came a star child 「落ちてきた星の子」 - ochi tekita hoshi no ko                        | 13 febbraio 1972  |         |
| 7  | With White Horse and Full Moon 「白い馬と満月と」 - shiroi uma to mangetsu to                | 20 febbraio 1972  |         |
| 8  | Mysterious Spoon 「ふしぎなスプーン」 - fushigina supun                                      | 27 febbraio 1972  |         |
| 9  | Is Uncle a Magician? 「おじさんは手品師?」 - ojisanha tejinashi?                             | 5 marzo 1972      |         |
| 10 | The police inspector is gone 「署長さんがいなくなる」 - shochō sangainakunaru                | 12 marzo 1972     |         |
| 11 | Moomin Valley is full of holes 「ムーミン谷は穴だらけ」 - mumin tani ha ana darake           | 19 marzo 1972     |         |
| 12 | Mane-Mane(mimicry) in the mirror 「鏡の中のマネマネ」 - kagami no nakano manemane            | 26 marzo 1972     |         |
| 13 | The Hemulen's Promise 「ヘムレンさんの約束」 - hemuren sanno yakusoku                        | 2 aprile 1972     |         |
| 14 | The House of Meso-Meso 「メソメソ君のマイホーム」 - mesomeso kun no maihomu                  | 9 aprile 1972     |         |
| 15 | Pointless Disturbance is Pointless 「ムダ騒動はムダ」 - muda sōdō ha muda                    | 16 aprile 1972    |         |
| 16 | Is Mee tender? 「ミイってやさしいの?」 - mii tteyasashiino?                                  | 23 aprile 1972    |         |
| 17 | Nonnon’s Wish 「ノンノンの願い」 - nonnon no negai                                           | 30 aprile 1972    |         |
| 18 | Windmill of the sea 「海の風車」 - umi no fūsha                                              | 7 maggio 1972     |         |
| 19 | Mysterious alien from planet 「ふしぎな遊星人」 - fushigina yūsei nin                        | 14 maggio 1972    |         |
| 20 | Mama's handbag 「ママのハンドバッグ」 - mama no handobaggu                                   | 21 maggio 1972    |         |
| 21 | The big incident of Flower Divination 「花占い大事件」 - hana uranai daijiken                | 28 maggio 1972    |         |
| 22 | Boy from town 「町からきた少年」 - machi karakita shōnen                                     | 4 giugno 1972     |         |
| 23 | Sorry, Mama 「ママ、ごめんなさい」 - mama, gomennasai                                        | 11 giugno 1972    |         |
| 24 | Let's make the clock 「時計を作ろう」 - tokei wo tsukuro u                                   | 18 giugno 1972    |         |
| 25 | The Door into Summer 「夏への扉」 - natsu heno tobira                                        | 25 giugno 1972    |         |
| 26 | Golden tail 「金色のしっぽ」 - kin'iro noshippo                                              | 2 luglio 1972     |         |
| 27 | Nyoro-Nyoro get angry 「ニョロニョロが怒った」 - nyoronyoro ga ikatta                        | 9 luglio 1972     |         |
| 28 | To believe or not to believe? 「信じる?信じない?」 - shinji ru? shinji nai?                  | 16 luglio 1972    |         |
| 29 | What is visible in the crystal ball? 「水晶玉にはなにがみえる」 - suishōdama nihananigamieru | 23 luglio 1972    |         |
| 30 | Ghost who doesn't disappear 「消えないおばけ」 - kie naiobake                                | 30 luglio 1972    |         |
| 31 | Strange Quarrel 「おかしなケンカ」 - okashina kenka                                          | 6 agosto 1972     |         |
| 32 | The missing doll 「消えた人形」 - kie ta ningyō                                              | 13 agosto 1972    |         |
| 33 | Lonely Papa 「ひとりぽっちのパパ」 - hitoripocchino papa                                     | 20 agosto 1972    |         |
| 34 | I am King! 「ぼくは王様だ!」 - bokuha ōsama da!                                              | 27 agosto 1972    |         |
| 35 | Papa's old shoes 「パパの古い靴」 - papa no furui kutsu                                      | 3 settembre 1972  |         |
| 36 | Grandpa is No. 1 in the world 「おじいちゃんは世界一」 - ojiichanha sekaiichi                | 10 settembre 1972 |         |
| 37 | The bell that rings on moonlit nights 「月夜になる鐘」 - tsukiyo ninaru kane                 | 17 settembre 1972 |         |
| 38 | Curse of the red moon 「赤い月の呪い」 - akai gatsu no noroi                                 | 24 settembre 1972 |         |
| 39 | Mask of Laughter 「笑いの仮面」 - warai no kamen                                             | 1º ottobre 1972   |         |
| 40 | Torn Picture-book 「やぶれた絵本」 - yabureta ehon                                           | 8 ottobre 1972    |         |
| 41 | The words disappear? 「言葉が消える?」 - kotoba ga kie ru?                                   | 15 ottobre 1972   |         |
| 42 | Flutter! Pegasus 「はばたけ!ペガサス」 - habatake! pegasasu                                  | 22 ottobre 1972   |         |
| 43 | Arion's Harp 「アリオンのたて琴」 - arion notate kon                                         | 29 ottobre 1972   |         |
| 44 | Let's play with the clouds 「雲と遊ぼう」 - kumo to asobo u                                  | 5 novembre 1972   |         |
| 45 | Want to sleep, cannot sleep 「眠りたい眠れない」 - nemuri tai nemure nai                     | 12 novembre 1972  |         |
| 46 | Don’t be defeated by the flying demon! 「飛行鬼にまけるな!」 - hikō oni nimakeruna!          | 19 novembre 1972  |         |
| 47 | Get away from Icy Country 「氷の国をぬけだせ」 - koori no kuni wonukedase                    | 26 novembre 1972  |         |
| 48 | Broken Necklace 「こわれたくびかざり」 - kowaretakubikazari                                  | 3 dicembre 1972   |         |
| 49 | Winter which has disappeared 「消えちゃった冬」 - kie chatta fuyu                            | 10 dicembre 1972  |         |
| 50 | Papa's Adventure 「パパのぼうけん」 - papa nobōken                                           | 17 dicembre 1972  |         |
| 51 | I hate you, Snufkin 「スナフキンなんか大きらい」 - sunafukin nanka ooki rai                  | 24 dicembre 1972  |         |
| 52 | Farewell, Moomin valley 「さらばムーミン谷」 - saraba mumin tani                             | 31 dicembre 1972  |         |

## Doppiaggio
- Kyoko Kishida: Moomin
- Akiko Takamura: Moomin Mama
- Hiroyuki Nishimoto: Snufkin
- Hitoshi Takagi: Moomin Papa
- Junko Hori: Mii
- Reiko Mutoh: Nono
- Chikao Ōtsuka: Stinky
- Jōji Yanami: Muskrat
- Junpei Takiguchi: Moran
- Koichi Kitamura: Herm
- Kousei Tomita: Sniff
- Masashi Amenomori: Hemulin
- Miyoko Shoji: Mimura
- Taichirou Hirokawa: Snork
- Yoshiko Yamamoto: Too-Ticky